# Dowiaty I
Dowiaty I – dawny folwark. Tereny na których leżał znajdują się obecnie na Białorusi, w obwodzie witebskim, w rejonie brasławskim, w sielsowiecie Achremowce.

## Historia
W czasach zaborów folwark w gminie Jody, w powiecie dzisieńskim, w guberni wileńskiej Imperium Rosyjskiego. Pod koniec XIX wieku należał Łastowskich.
W latach 1921–1945 folwark leżał w Polsce, w województwie wileńskim, w powiecie dziśnieńskim (od 1926 w powiecie brasławskim), w gminie Jody.
Według Powszechnego Spisu Ludności z 1921 roku zamieszkiwało tu 28 osób, 23 były wyznania rzymskokatolickiego a 5 prawosławnego. Jednocześnie 21 mieszkańców zadeklarowało polską przynależność narodową a 7 białoruską. Były tu 4 budynki mieszkalne. W 1931 w 4 domach zamieszkiwało 25 osób.
Wierni należeli do parafii rzymskokatolickiej i prawosławnej w Zamoszach. Miejscowość podlegała pod Sąd Grodzki w Brasławiu i Okręgowy w Wilnie; właściwy urząd pocztowy mieścił się w Jodach.